# 아사히촌 (도야마현)
아사히촌(朝日村)은 도야마현 네이군에 있던 촌이다.

## 역사
- 1889년 4월 1일 - 정촌제 시행에 의해 네이군 아사히촌이 성립하였다.
- 1955년 1월 1일 - 구마노촌, 미야카와촌과 합병해 후추정이 성립하였다.

## 참고문헌
- 『市町村名変遷辞典』東京堂出版、1990年。